# Bruine zoetwaterpoliep
De bruine zoetwaterpoliep (Hydra oligactis) is een hydroïdpoliep uit de familie Hydridae. De poliep komt uit het geslacht Hydra. Hydra oligactis werd in 1766 voor het eerst wetenschappelijk beschreven door Peter Simon Pallas. Deze soort komt wijdverbreid voor in de noordelijke gematigde zone. Het is een veelvoorkomend organisme dat van het vroege voorjaar tot het late najaar in stilstaand water wordt aangetroffen.

## Beschrijving
De bruine zoetwaterpoliep wordt vaak aangetroffen aan de stengels van waterplanten, de onderkant van bladeren, op ondergedompelde twijgen en op het oppervlak van stenen. Bij verstoring trekt het zich terug in een kleine bruine klodder die gemakkelijk over het hoofd wordt gezien. Zachtjes door een schone, onkruidachtige vijver vegen en het verzamelde water en de bladeren in een pot laten staan, zal vaak al na een paar minuten deze Hydra opduiken.
In de voedingsmodus zijn de volledig uitgestrekte tentakels erg lang en kunnen ze meer dan 25 mm lang zijn. In deze toestand zijn de tentakels met het blote oog erg moeilijk te zien en worden ze vaak pas zichtbaar als een prooidier zoals Daphnia wordt gevangen. De relatieve lengte van de tentakels in vergelijking met het lichaam is kenmerkend voor de soort en dient om het te onderscheiden van elke andere bruine Hydra van koele gematigde wateren.